# Melignomon
Melignomon is een geslacht van vogels uit de familie honingspeurders (Indicatoridae).

## Soorten
Het geslacht kent de volgende twee soorten:
- Melignomon eisentrauti – Geelpoothoningspeurder
- Melignomon zenkeri – Zenkers honingspeurder